# 1,5-二氟戊烷
1,5-二氟戊烷是一种有机氟化合物，化学式为C5H10F2。它可由1,5-戊二胺和2,4,6-三苯基吡喃𬭩氟化物反应，再热解制得；或由1,5-二溴戊烷和一种二氢吡咯𬭩类的化合物在碳酸铯存在下加热反应制得。